# Litewski Związek Centrum
Litewski Związek Centrum (lit. Lietuvos centro sąjunga, LCS) – litewska liberalna i centrowa partia polityczna, działająca w latach 1993–2003.
Partia powstała w 1993 na bazie Litewskiego Ruchu Centrum, który rok wcześniej uzyskał dwa mandaty w Sejmie, na jej czele stanął deputowany Romualdas Ozolas. W wyborach w 1996 LCS odnotował względny sukces, zajmując czwarte miejsce z wynikiem 8,24% i wprowadzając łącznie 15 posłów (na 141 miejsc w parlamencie). Partia weszła do koalicji rządowej z konserwatystami i chadekami, by pod koniec kadencji przejść do opozycji.
W wyborach parlamentarnych w 2000 lista krajowa LCS uzyskała 2,86%, co nie pozwoliło na przekroczenie wyborczego progu. Dwóch centrystów weszło do parlamentu, wygrywając wybory w okręgach jednomandatowych. Jako kandydat niezależny do Sejmu dostał się również Kęstutis Glaveckas, który w tym samym roku stanął na czele partii.
W 2003 partię opuściła grupa działaczy z Romualdasem Ozolasem, powołując nowe ugrupowanie. W tym samym roku LCS wraz ze Nowoczesnymi Chrześcijańskimi Demokratami i Litewskim Związkiem Liberałów zjednoczył się w ramach nowej formacji pod nazwą Związek Liberałów i Centrum.